# Hielo a la deriva

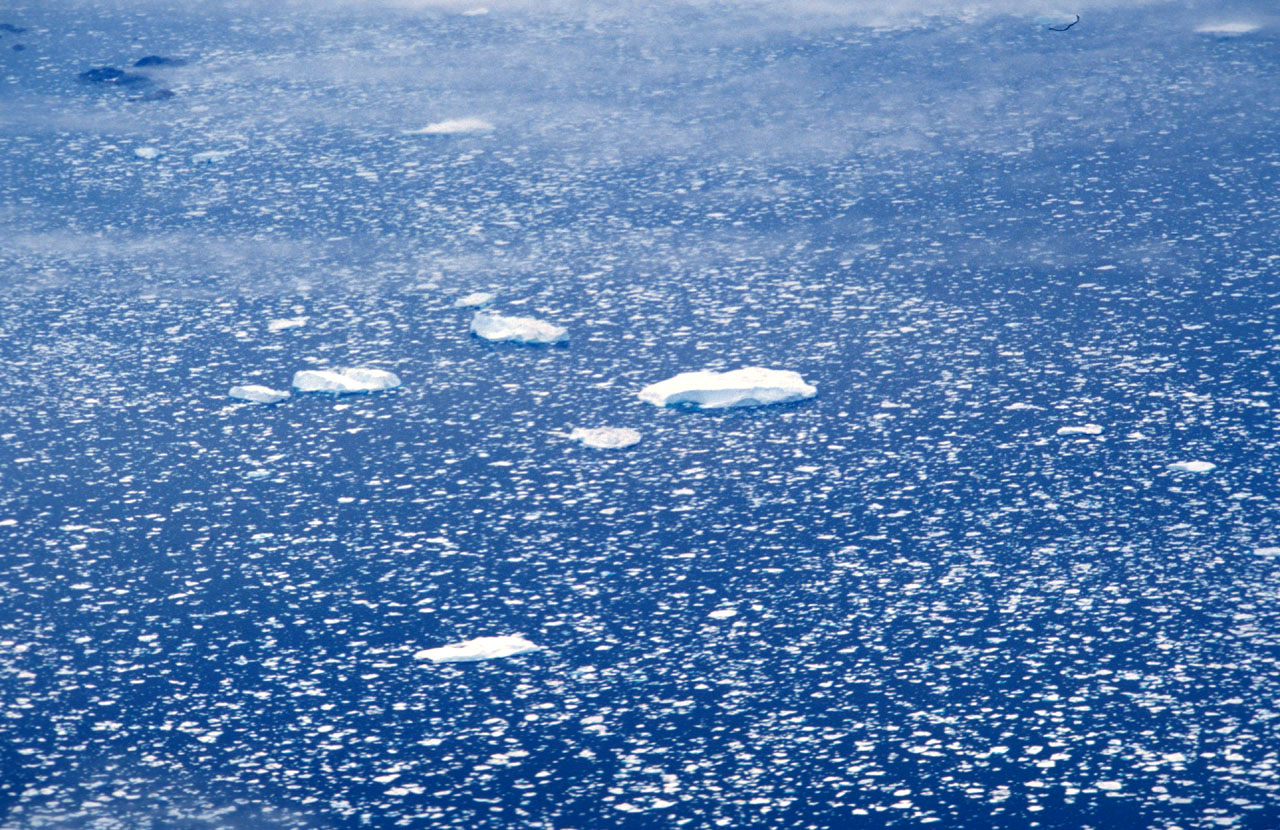
Hielo a la deriva (Groenlandia).

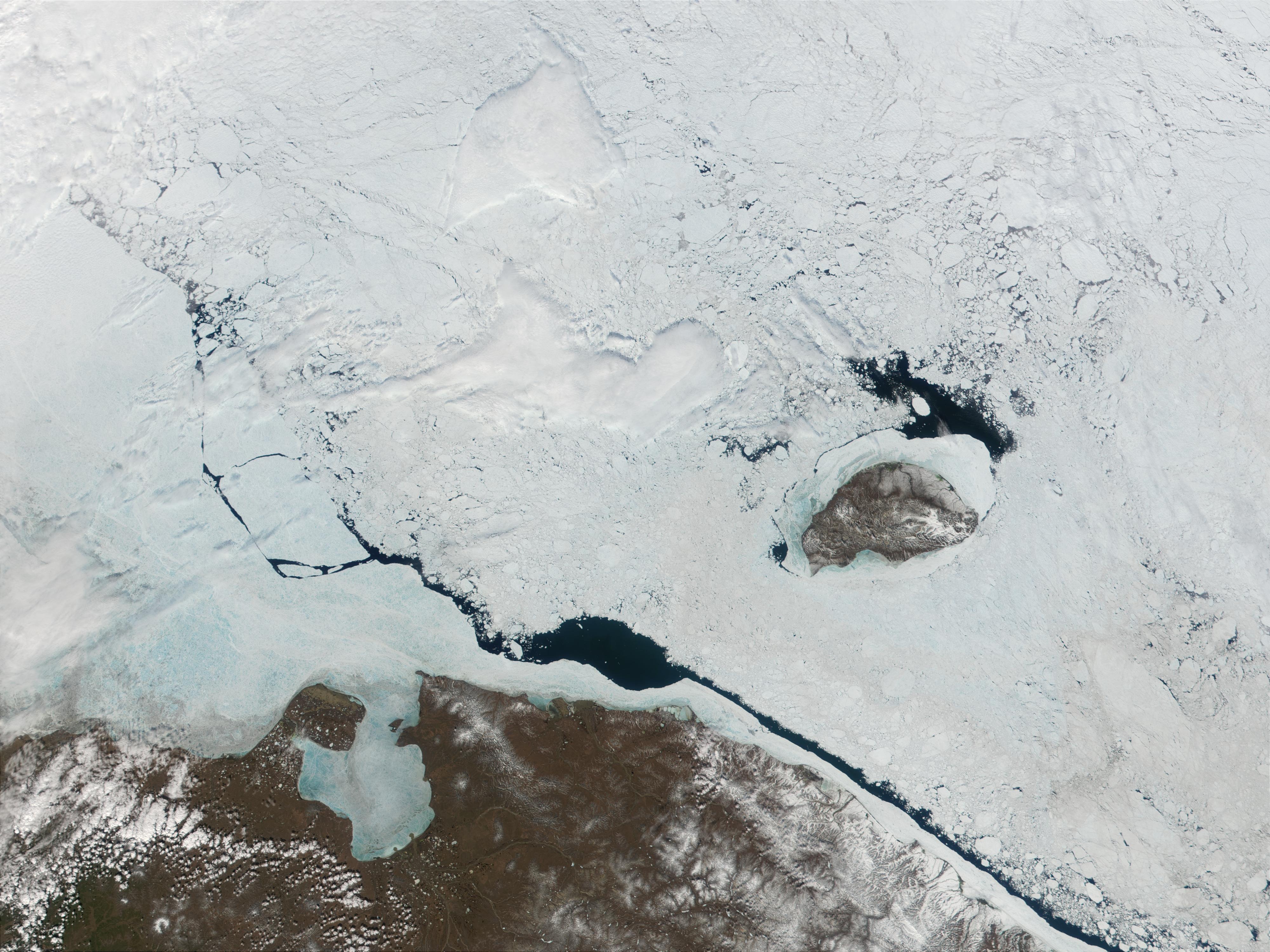
Imagen de satélite de hielo a la deriva en el océano Ártico, alrededor de la isla de Wrangel.

El hielo a la deriva es una banquisa (mar de hielo) que flota sobre la superficie del agua de mar en las regiones frías, un concepto que se utiliza en oposición al hielo fijo, que es la banquisa que está anclado a las orillas. Por lo general, la deriva del hielo es provocada principalmente por los vientos, aunque también influyen las mareas. 
Cuando el hielo a la deriva impulsado conjuntamente en una sola gran masa, se le llama pack de hielo. Normalmente las áreas de pack de hielo se identifican por el alto porcentaje de cobertura de superficie de hielo, en general entre el 80-100%. 
Un témpano es un gran pedazo de hielo a la deriva que puede tener desde decenas de metros a varios kilómetros de diámetro. Los grandes trozos de hielo se llaman campos de hielo. Los dos principales campos de hielo son los campos de hielo polares, que tienen cambios de tamaño estacionales muy significativos. A causa de las grandes cantidades de agua que se agregan o eliminan de los océanos y la atmósfera, su comportamiento tiene un impacto significativo en el clima mundial.
En muchas zonas, como el mar Báltico, el hielo a la deriva es tradicionalmente un evento estacional, que sucede en el invierno y desaparece en las estaciones más cálidas. La deriva de hielo estacional en el mar de Ojotsk de la costa norte de Hokkaidō, Japón se ha convertido en una atracción turística de esta zona. El mar de Ojotsk es la zona más austral en el hemisferio norte, donde puede observarse la deriva del hielo.
Los principales aspectos a los que afecta el hielo a la deriva son los siguientes: 
- Seguridad en la navegación marina.
- Impacto en el clima .
- Impacto geológico.
- Influencia de la biosfera.